# Petrella Salto
Petrella Salto est une commune italienne d'environ 1 150 habitants située dans la province de Rieti, dans la région Latium, en Italie centrale.

## Personnalité
- bienheureuse Philippa Mareri (vers 1195 - 1236), religieuse clarisse, fondatrice du monastère de Borgo San Pietro.

## Administration
| Période                                  | Période | Identité | Étiquette | Qualité |
| ---------------------------------------- | ------- | -------- | --------- | ------- |
|                                          |         |          |           |         |
| Les données manquantes sont à compléter. |         |          |           |         |

### Communes limitrophes
Antrodoco, Borgo Velino, Cittaducale, Concerviano, Fiamignano, Longone Sabino, Pescorocchiano, Varco Sabino.